# Mure (nautica)
Mure è un termine nautico usato generalmente per le barche a vela e indica il lato che riceve il vento. Con andatura di bolina è il lato più vicino alla direzione del vento, mentre di poppa o in strapoggia è il lato opposto alla posizione assunta dal boma.
Più specificatamente si parla di:
- Mure a dritta, quando il lato destro è quello al vento e le vele si trovano orientate alla sinistra dell'asse longitudinale della barca;
- Mure a sinistra, quando il vento soffia dal lato sinistro e le vele si trovano quindi a destra dell'asse longitudinale della barca.

Le mure hanno rilevanza anche per il diritto di precedenza, durante gli incroci con altre imbarcazioni a vela.
Il termine deriva dal nome delle manovre correnti usate sulle vele quadre, per portare l'angolo di bugna verso prua, sul lato sopravvento dell'imbarcazione, in contrapposizione alla scotta, che viene usata per portarlo verso poppa, sul lato sottovento.

## Conseguenze sul diritto di precedenza, secondo il regolamento ISAF
In regata, per quanto riguarda il diritto di precedenza tra due imbarcazioni su mure diverse, omettendo casi particolari, ha diritto di passo la barca mure a dritta, intendendo con questo termine la barca con le vele a sinistra dell'asse longitudinale della barca, senza alcun riferimento alla direzione del vento. È infatti possibile una andatura con il vento oltre i 90° rispetto all'asse delle vele, chiamata strapoggia, in cui la barca mantiene le vele sul lato sinistro pur provenendo il vento da quello stesso lato.
Nota: una barca che "scontri il boma", che cioè si trovi controvento e "spinga" il boma in modo che il vento investa la faccia sinistra della randa, è mure a sinistra e non ha diritto di rotta.